# Crucero acorazado

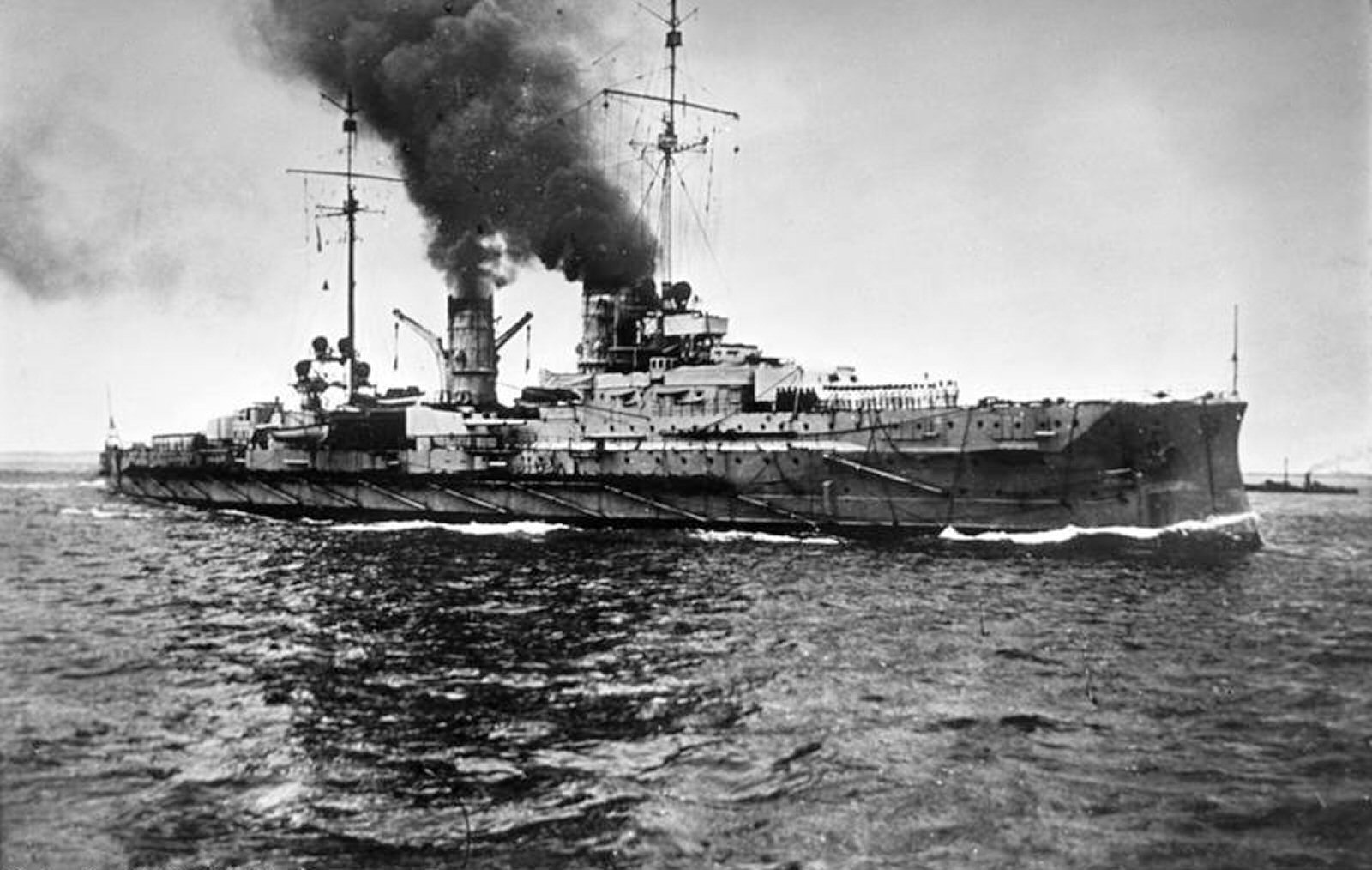
Crucero acorazado SMS Blücher de la Marina Imperial Alemana (1912)

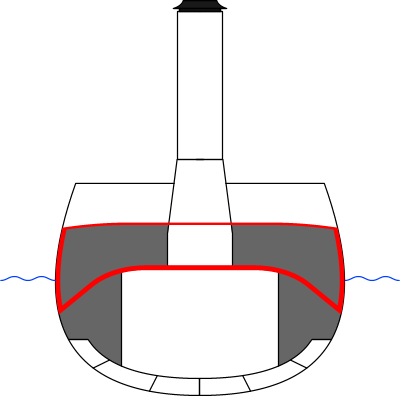
Esquema de la sección típica de un crucero acorazado con una cubierta superior y media acorazadas, y un cinturón acorazado lateral (rojo), la protección lateral, recaía igualmente en los depósitos de carbón (gris) y con compartimentos interiores estancos. La maquinaria se situaba en la parte interna protegida.

El crucero acorazado era un tipo de crucero, un buque de guerra. El crucero acorazado se protegía mediante un cinturón acorazado en adición a las cubiertas también acorazadas y a la protección de los depósitos de carbón que definían a los cruceros protegidos.
Los cruceros acorazados fueron los principales navíos de dos batallas navales; la batalla de Ulsan de la Guerra Ruso-Japonesa, y la batalla de Coronel de la Primera Guerra Mundial, y jugaron un importante papel como apoyo en otras batallas del período comprendido entre ambas.
El desarrollo de las granadas explosivas, a mediados del siglo XIX, hizo necesario el uso de una protección en los buques de guerra, aunque fuera a costa de un aumento del peso y del precio. Los cruceros acorazados comenzaron a aparecer en las armadas occidentales en torno a 1873 y continuaron fabricándose hasta 1908, cuando este tipo de buque quedó desfasado ante los buques tipo dreadnought y su concepto 'all big gun' (todos los cañones grandes), especialmente, con los cruceros de batalla, que se consideran sus sucesores y en cuya comparación salían notablemente desfavorecidos.

## Evolución y diseño

### Primeros diseños

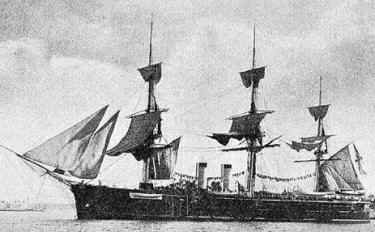
Crucero acorazado ruso General Admiral de 1875.

Los primeros grandes cruceros acorazados fueron el buque ruso General Admiral (1875) y el británico Shannon (1875), aunque al primero se lo designaba inicialmente como fragata blindada o ironclad.

### Cruceros acorazados modernos

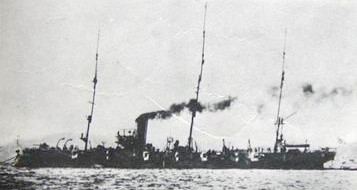
Crucero acorazado Chiyoda de 1890).

El primer auténtico crucero acorazado fue el buque de la armada francesa Dupuy de Lôme, botado en 1887. El mismo año, el buque ruso Ryurik entró en servicio.
El primer buque aceptado por la mayoría de las fuentes como perteneciente a este tipo fue el crucero acorazado Chiyoda de la Armada Imperial Japonesa, construido en los astilleros de River Clyde. Los avances del Chiyoda se centraron en la adopción de una maquinaria de vapor vertical de triple expansión. A diferencia de las horizontales, que ocupaban todo el ancho del buque, la máquina vertical se podía situar en la zona de la línea de crujía y rodearla con los depósitos de carbón, cinturón blindado y cubiertas blindadas, lo que creaban un área protegida que la mantenía a salvo. Aunque el Chiyoda era demasiado pequeño para ser considerado un auténtico crucero acorazado, sentó las bases de lo que sería este tipo de buques.
El último crucero acorazado fue construido hacia 1910. En esa época estaban cayendo rápidamente en la obsolescencia debido al desarrollo de nuevas tecnologías que permitieron crear los acorazados de tipo Dreadnought, propulsados con turbinas de vapor, y la adopción del fueloil como combustible, que hicieron que no fueran necesarios los depósitos de carbón, por lo que necesitaban otro tipo de protección. Los cruceros acorazados fueron sustituidos en las flotas por los mayores, más rápidos y mejor armados cruceros de batalla. Los grandes cruceros acorazados quedaron obsoletos y, desde ese momento, solo se construyeron cruceros ligeros y posteriormente cruceros pesados. Los cruceros acorazados existentes se utilizaron desde entonces en tareas de patrulla y tareas secundarias, hasta el final de la Segunda Guerra Mundial.

### Ejemplos

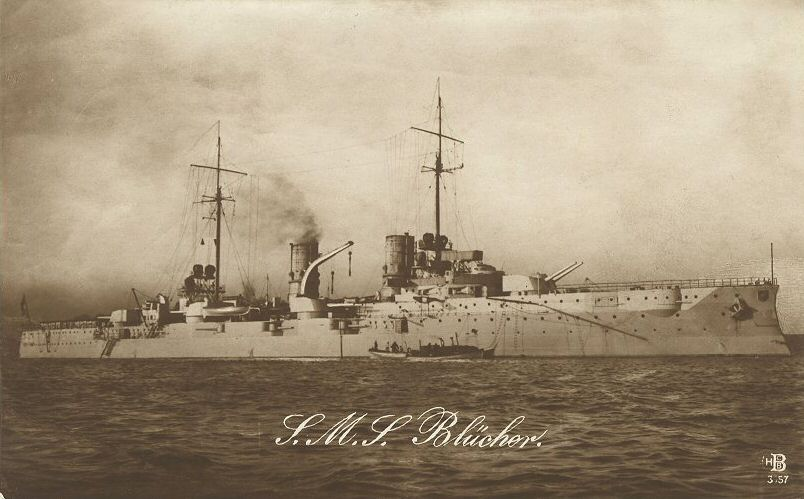
Crucero alemán Blücher de 1908.

Los primeros cruceros acorazados, tenían desplazamientos que oscilaban entre las 6.000 y las 12.000 toneladas con una velocidad entre los 18 y los 20 nudos (entre 33 y 37 km/h). el tipo, alcanzó su cenit entre 1906 y 1908 con desplazamientos de entre 14.000 y 16.000 toneladas y velocidades de entre 22 y 23 nudos (entre 41 y 43 km/h). Su armamento típico consistía de entre dos y cuatro cañones de grueso calibre en los extremos del buque, usualmente de entre 190 y 254 mm (entre 7.5 y 10 pulgadas), y en torno a una docena de cañones de 150 mm (6 pulgadas) en los costados.
Por ejemplo el Rurik de la Armada Imperial Rusa de 1895, portaba cuatro piezas de 203 mm (8 pulgadas), 16 de 151 mm (6 pulgadas) y 6 piezas de 120 mm (4,7 pulgadas); el francés Victor Hugo, portaba cuatro piezas de 240 mm (9.4 pulgadas) y 16 de 194 mm (7,5 pulgadas). Los numerosos buques de la clase británica Monmouth de 1901 eran la excepción. El diseño puso especial énfasis en la protección por encima de otros aspectos; contaba con un armamento uniforme compuesto por catorce piezas de 151 mm (6 pulgadas). Posteriormente, los cruceros acorazados fueron incrementando su armamento; por ejemplo, el británico HMS Warrior de 1905, portaba seis piezas de 234 mm (9,2 pulgadas) y cuatro piezas de 190 mm (7,5 pulgadas; El alemán SMS Blücher de 1909, portaba doce piezas de 210-mm (8.2 pulgadas) y ocho de 150-mm (5.9 pulgadas); y el segundo Rurik construido en 1908 por Vickers) portaba cuatro piezas de 254 mm (10 pulgadas), 8 de 203 mm (8 pulgadas) y 20 piezas de 120 mm (4,7 pulgadas). El buque griego Georgios Averof, de la clase Pisa, construido en Livorno, Italia, contaba con 4 piezas de 234 mm (9,2 pulgadas), 8 de 190 mm (7,5 pulgadas) y 16 de 75 mm (3 pulgadas), y demostró sus cualidades contra la flota otomana en las batallas de Elli y Lemnos.

### Cruceros acorazados de laArmada de los Estados Unidos

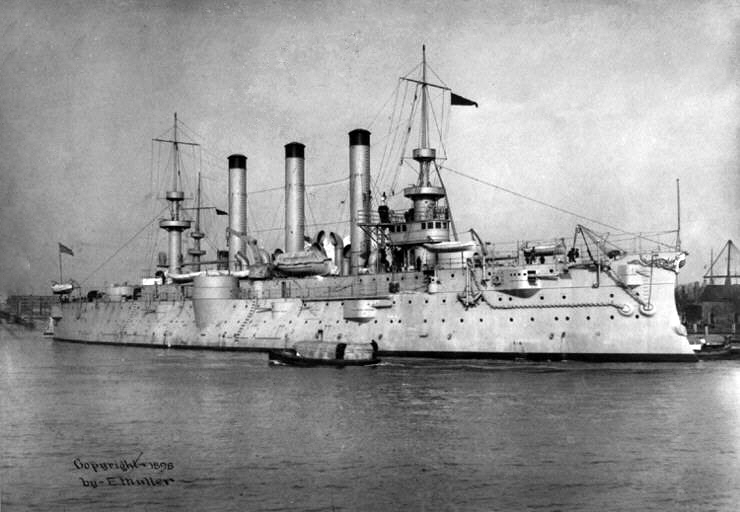
Brooklyn (1898).

El primer crucero acorazado de la Armada de los Estados Unidos fue el USS Maine, cuya explosión en 1898 provocó el inicio de la Guerra Hispano-Estadounidense. Fue botado en 1889, tenía un blindaje de entre 178 y 305 mm (entre 7 y 12 pulgadas) en su cinturón blindado y de 25 a 101 mm (entre 1 y 4 pulgadas) en su cubierta.  Fue rediseñado como acorazado de segunda clase en 1894, en una solución de compromiso, ya que resultaba lento comparado con otros cruceros y débil comparado con los acorazados de primera línea.
El New York, botado en 1895, estaba peor protegido que el Maine, con 76 mm (3 pulgadas) en su cinturón blindado, y entre 76 y 152 mm (entre 3 y 6 pulgadas) en su cubierta blindada. El Brooklyn fue una versión mejorada de los diseños del New York y del Olympia.
Poco después de la guerra hispano-estadounidense, la armada de los Estados Unidos construyó seis cruceros acorazados de la clase Pennsylvania, inmediatamente seguidos de los cuatro de la Tennessee. Colectivamente suelen nombrarse estos diez buques como los 'diez grandes'.

### La batalla de Tsushima
Los cruceros acorazados fueron utilizados con éxito en la línea de batalla de la armada imperial japonesa en la batalla de Tsushima de 1905. De los daños recibidos por los japoneses, el crucero acorazado Nisshin fue el segundo que más impactos recibió tras el acorazado japonés Mikasa. El Nisshin fue impactado en 13 ocasiones, incluyendo un impacto de 228 mm (9 pulgadas) y seis de 305 mm (12 pulgadas). El Nisshin consiguió mantenerse en la línea durante todo el combate, validando de esta manera las esperanzas de sus diseñadores: un crucero capaz de mantenerse en la línea de combate. El rendimiento de los cruceros acorazados japoneses durante la batalla de Tsushima, y especialmente el del Nisshin, crearon un boom en la construcción de cruceros acorazados en las armadas de todo el mundo.

## Obsolescencia

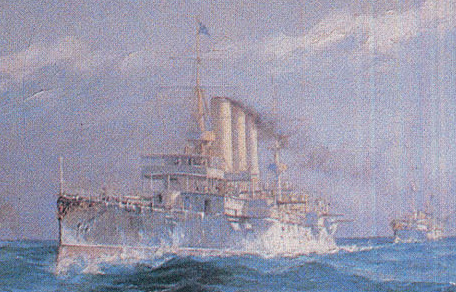
El crucero acorazado chileno O'Higgins de 1898 fue el buque insignia de Chile hasta 1931.

Los cruceros acorazados comenzaron a considerarse obsoletos a partir de 1907, cuando la Royal Navy introdujo la clase Invincible de cruceros de batalla. El año anterior los británicos habían botado el revolucionario HMS Dreadnought. Los clase Invincible además de la batería de armas de grueso calibre uniforme, poseía una alta velocidad al coste de reducir el blindaje; no obstante, en una comparación con los cruceros acorazados eran más rápidos, estaban mejor blindados y poseían una mayor potencia de fuego. 
El último crucero acorazado construido fue el SMS Blücher. Aunque quizás fue el mejor de este tipo de buques se consideró un fracaso, puesto que se construía como respuesta a los clase Invencible y los británicos consiguieron engañar al espionaje alemán en las especificaciones de estos.

### Primera Guerra Mundial
Cuando los cruceros acorazados se encontraron con los modernos buques capitales durante la Primera Guerra Mundial, sus deficiencias quedaron claramente expuestas: el SMS Scharnhorst y el SMS Gneisenau fueron hundidos por los cruceros de batalla HMS Invincible y Inflexible en la Batalla de las islas Malvinas. El vicealmirante Maximilian von Spee ya había considerado al buque insignia de la Real Armada Australiana HMAS Australia superior a sus fuerzas, compuesta por cruceros acorazados y cruceros ligeros. En la batalla de las Malvinas, aunque la artillería alemana se mostraba certera era incapaz de infligir daños graves a los cruceros de batalla británicos; cuando estos consiguieron impactar por fin en los buques de von Spee, la batalla quedó sentenciada.
La batalla de Coronel, que tuvo lugar poco antes de la batalla de las Malvinas, fue una de las últimas batallas en la que las principales unidades involucradas en ambos bandos fueron cruceros acorazados.  Todos los enfrentamientos siguientes estuvieron dominados por acorazados tipo dreadnought y cruceros de batalla.
Durante la batalla del Banco Dogger, el SMS Blücher mostró su lentitud al almirante Hipper con respecto al resto de su escuadra, compuesta por cruceros de batalla; Hipper tomó la decisión de sacrificar el crucero acorazado con gran pérdida de vidas para permitir que se salvasen sus unidades más modernas y valiosas.
Los HMS Warrior, Defence y Black Prince fueron hundidos en la Batalla de Jutlandia cuando se enfrentaron a la línea de batalla de la Armada alemana, la cual incluía cruceros de batalla y acorazados tipo dreadnought.

## Final de los cruceros acorazados

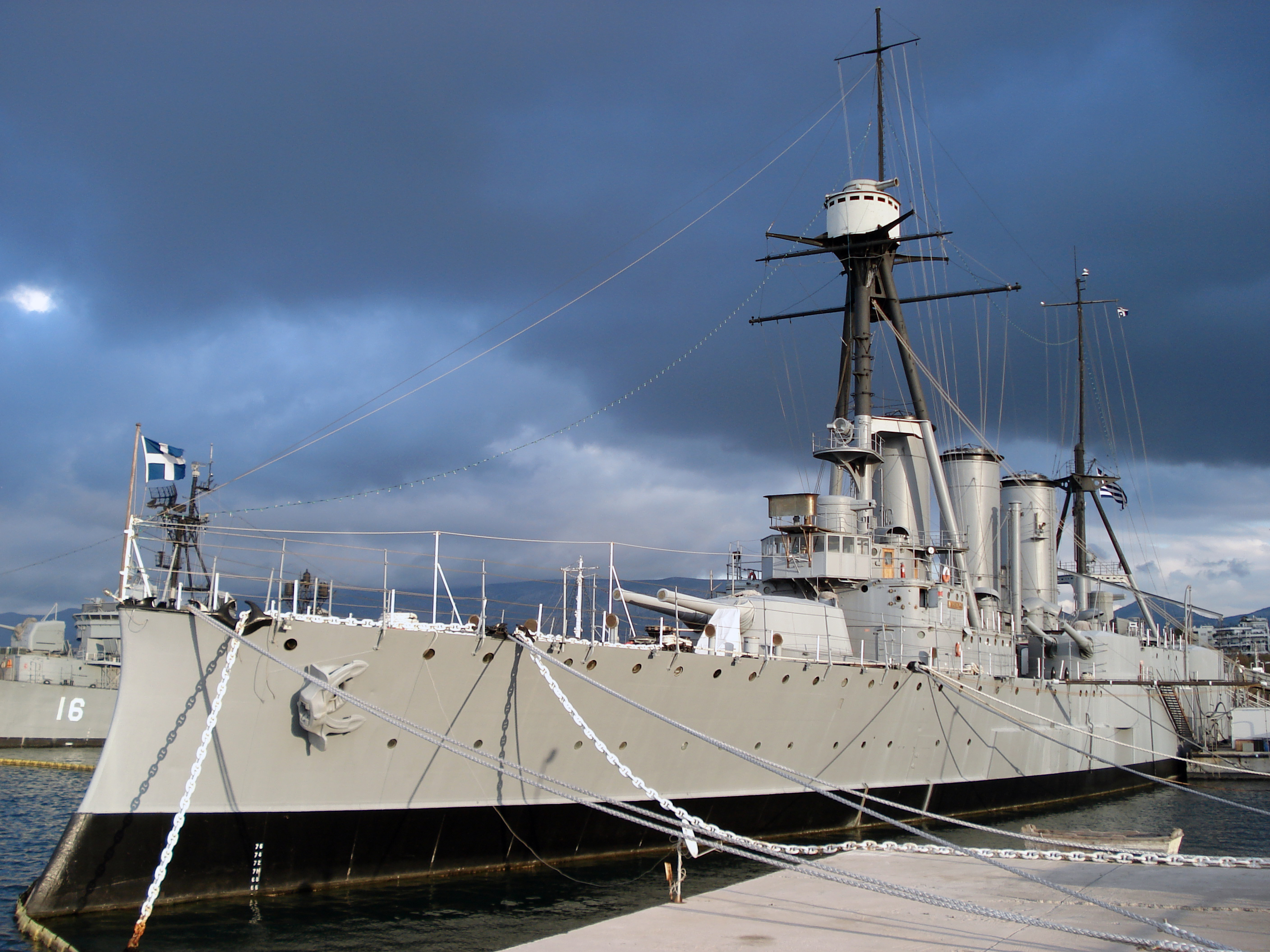
El Georgios Averof (Clase Pisa) hoy convertido en buque museo.

El 17 de julio de 1920, cuando la armada de los Estados Unidos adoptó su actual sistema de nomenclatura de unidades navales, todos los cruceros acorazados de los Estados Unidos fueron fusionados con los cruceros protegidos en la clasificación 'CA', eliminándose el término crucero acorazado para referirse a ellos en la US Navy. El Tratado naval de Londres de 1930 entre otras cuestiones abolió el término 'crucero acorazado' y adoptó los términos crucero pesado y crucero ligero, tras lo cual el símbolo 'CA' fue usado para designar a los 'cruceros pesados'.
Uno de los últimos diseños de crucero acorazado ha llegado hasta nuestros días, el  Georgios Averof, construido entre 1909 y 1911 que se conserva como buque museo en Grecia.